# Emeritus
Emeritus è l'undicesimo album in studio del rapper statunitense Scarface, pubblicato nel 2008.

## Tracce
1. Intro (featuring J. Prince) – 3:58
2. High Powered (featuring Papa Rue) – 3:04
3. Forgot About Me (featuring Lil Wayne & Bun B) – 3:36
4. Can't Get Right (featuring Bilal) – 4:04
5. Still Here (featuring Shateish) – 3:53
6. It's Not a Game – 3:47
7. Who Are They (featuring K-Rino & Slim Thug) – 3:58
8. Soldier Story (featuring Z-Ro) – 4:25
9. Redemption Song – 3:15
10. High Note – 3:54
11. We Need You (featuring Wacko) – 3:28
12. Unexpected (featuring Wacko) – 4:11
13. Emeritus – 3:31
14. Outro – 1:12